# Топилинское сельское поселение
Топилинское сельское поселение — муниципальное образование в Семикаракорском районе Ростовской области.
Административный центр поселения — хутор Топилин.

## Административное устройство
В состав Топилинского сельского поселения входят:
- хутор Топилин;
- хутор Страхов;
- хутор Шаминка.

## Население
| 2010  | 2012  | 2013  | 2014  | 2015  | 2016  | 2017  |
| ----- | ----- | ----- | ----- | ----- | ----- | ----- |
| 3232  | ↘3207 | ↗3210 | ↘3191 | ↘3145 | ↘3079 | ↘3065 |
| 2018  | 2019  | 2020  | 2021  |       |       |       |
| ↘3009 | ↘2966 | ↘2935 | ↘2928 |       |       |       |

## Достопримечательности
- Мемориальный комплекс павшим в Великой Отечественной войне 1941-1945 годов в хуторе Топилин (ул.Гагарина, 31). Мемориальный комплекс  построен в 1967 году. В состав комплекса входит кирпичная стена, на которой написано: «Никто не забыт-ничто не забыто» и установлены плиты с именами погибших в годы Великой Отечественной войны. Перед стеной установлена железобетонная стела с плитой и внесенными фамилиями земляков не вернувшихся с Великой Отечественной войны. На братской могиле мемориала установлено 10 плит с фамилиями воинов погибших в годы войны, включая одного неизвестного солдата. В состав мемориала входит вечный, сооруженный в виде пятиконечной звезды и

памятник «Скорбящая мать». Памятник «Скорбящая мать» представляет собой скульптуру сидящей женщины, держащей в руке венок, но котором написано: 1941-1945. В верхней части венка видна красная пятиконечная звезда.
В январе-феврале 1943 года в хуторе Топилин находился хирургический полевой подвижной госпиталь № 141 (ХППГ №141) 2-й Гвардейской Армии. В госпитале лечились от полученных ранений бойцы 33-й и 24–й гвардейской дивизии. Умерших хоронили в Топилинской братской могиле. Могила была перенесена  в 1955 году на ней установили надгробные плиты с именами погибших и умерших от ран.
- Поклонный крест хуторским казакам и их атаманам, сложившим свои головы на полях сражения XX века в хуторе Топилин.
- Памятник воинам Великой Отечественной войны в хуторе Шаминка.  Памятник был установлен в 1947 году. Памятник представляет собой стелу с надписью «Вечная память героям». Рядом установлены с именами земляков, погибших в годы  Великой Отечественной войны.
- Памятник воинам Великой Отечественной войны в хуторе Страхов[12]. Памятник со скульптурой женщины на постаменте с венком установлен в честь земляков, погибших в годы  Великой Отечественной войны. На памятнике написано: "Мы этой памяти верны". памятник сооружен в 1973 году.